# Ліндонвілл (Нью-Йорк)
Ліндонвілл (англ. Lyndonville) — селище (англ. village) в США, в окрузі Орлінс штату Нью-Йорк. Населення — 771 особа (2020).

## Географія
Ліндонвілл розташований за координатами 43°19′17″ пн. ш. 78°23′20″ зх. д. / 43.32139° пн. ш. 78.38889° зх. д. (43.321345, -78.388869).  За даними Бюро перепису населення США в 2010 році селище мало площу 2,65 км², уся площа — суходіл.

## Демографія
Згідно з переписом 2010 року, у селищі мешкало 838 осіб у 330 домогосподарствах у складі 215 родин. Густота населення становила 316 осіб/км².  Було 359 помешкань (135/км²).
Расовий склад населення:
| - 94,3 % — білих - 1,6 % — чорних або афроамериканців - 1,3 % — корінних американців - 0,5 % — азіатів |

До двох чи більше рас належало 2,0 %. Частка іспаномовних становила 2,3 % від усіх жителів.
За віковим діапазоном населення розподілялося таким чином: 26,7 % — особи молодші 18 років, 59,6 % — особи у віці 18—64 років, 13,7 % — особи у віці 65 років та старші. Медіана віку мешканця становила 39,9 року. На 100 осіб жіночої статі у селищі припадало 98,6 чоловіків;  на 100 жінок у віці від 18 років та старших — 93,1 чоловіків також старших 18 років.
Середній дохід на одне домашнє господарство  становив 62 455 доларів США (медіана — 50 441), а середній дохід на одну сім'ю — 67 920 доларів (медіана — 58 750). За межею бідності перебувало 6,7 % осіб, у тому числі 7,7 % дітей у віці до 18 років та 3,5 % осіб у віці 65 років та старших.
Цивільне працевлаштоване населення становило 348 осіб. Основні галузі зайнятості: виробництво — 28,2 %, освіта, охорона здоров'я та соціальна допомога — 19,8 %, роздрібна торгівля — 10,6 %, мистецтво, розваги та відпочинок — 6,6 %.